# Synodaler Weg
Der Synodale Weg (von altgriechisch σύνοδος sýnodos ‚Zusammenkunft, Beratung‘, den Wortbestandteilen nach ‚gemeinsamer Weg‘) ist ein Gesprächsforum für eine strukturierte Debatte innerhalb der römisch-katholischen Kirche in Deutschland. Er soll der Aufarbeitung von Fragen dienen, die sich im Herbst 2018 nach der Veröffentlichung der MHG-Studie über sexuellen Missbrauch in der Kirche ergeben haben. Die Deutsche Bischofskonferenz und das Zentralkomitee der deutschen Katholiken tragen gemeinsam die Verantwortung für den Gesprächsprozess, der am 1. Dezember 2019 eröffnet wurde und zunächst auf zwei Jahre angelegt war. Er endete vorerst im März 2023 nach fünf Synodalversammlungen.

## Vorgeschichte
Am 25. September 2018 wurden die Forschungsergebnisse der MHG-Studie bei der Herbst-Vollversammlung der Deutschen Bischofskonferenz in Fulda vorgestellt. Unter dem Eindruck der Studie beschlossen die Bischöfe bei ihrer Frühjahrs-Vollversammlung im März 2019 im Ludwig-Windthorst-Haus in Lingen/Ems einstimmig, mit dem Zentralkomitee der deutschen Katholiken gemeinsam als Kirche in Deutschland einen verbindlichen Synodalen Weg zu gehen. Kardinal Reinhard Marx, Vorsitzender der Bischofskonferenz, sagte bei der abschließenden Pressekonferenz der Vollversammlung am 14. März 2019:

„Wir haben beschlossen, einen verbindlichen Synodalen Weg als Kirche in Deutschland zu gehen, der eine strukturierte Debatte ermöglicht und in einem verabredeten Zeitraum stattfindet, und zwar gemeinsam mit dem Zentralkomitee der deutschen Katholiken. Wir werden Formate für offene Debatten schaffen und uns an Verfahren binden, die eine verantwortliche Teilhabe von Frauen und Männern aus unseren Bistümern ermöglichen. Wir wollen eine hörende Kirche sein. Wir brauchen den Rat von Menschen außerhalb der Kirche.“

Folgende drei Themenbereiche sollen geklärt und damit verlorenes Vertrauen bei den Gläubigen zurückgewonnen werden:
- Das Vertrauen der Menschen wurde durch klerikalen Machtmissbrauch verraten; es sei nötig, Wege zum Machtabbau in der Kirche zu finden;
- die Lebensform der Bischöfe und Priester erfordere Änderungen, um die innere Freiheit aus dem Glauben und die Orientierung am Vorbild Jesu Christi zu zeigen;
- die Sexualmoral der Kirche habe entscheidende Erkenntnisse aus Theologie und Humanwissenschaften noch nicht rezipiert; Vertreter der Kirche seien oft nicht sprachfähig in entsprechenden Fragen; die Moralverkündigung der Kirche gebe der Mehrheit der Getauften keine Orientierung.[4]

Auf Anregung des Zentralkomitees wurde ein zusätzliches viertes Forum zum Themenbereich „Rolle der Frauen in der Kirche“ beschlossen.
Am 29. Juni 2019 schrieb Papst Franziskus einen Brief „an das pilgernde Volk Gottes in Deutschland“, in dem er speziell auf den Synodalen Weg Bezug nahm. Dabei ermutigte er die Katholiken in Deutschland zu Reformen, warnte aber gleichzeitig, es dürfe nicht um eine Anpassung an den Zeitgeist und um rein strukturelle Fragen gehen. Der Papstbrief wurde in Deutschland verschieden ausgelegt. Für Generalvikar Michael Fuchs aus dem Bistum Regensburg stellte Papst Franziskus damit den ganzen bisherigen Plan des Synodalen Weges in Frage: „Sicher kann es nach diesem Brief des Papstes kein ‚Weiter so‘ geben, weder in Inhalt noch in Form. Eigentlich drängt der Brief auf eine komplette Neufassung eines solchen Prozesses, der auf Evangelisierung und geistliche Erneuerung ausgerichtet sein soll.“ Ganz anders lasen der Vorsitzende der Deutschen Bischofskonferenz, Kardinal Reinhard Marx, und Thomas Sternberg, Präsident des Zentralkomitees der deutschen Katholiken, den Papstbrief. In einer gemeinsamen Pressemitteilung erklärten sie: „Wir danken dem Heiligen Vater für seine orientierenden und ermutigenden Worte und sehen uns als Bischöfe und Laienvertreter eingeladen, den angestoßenen Prozess in diesem Sinn weiter zu gehen.“
Als Folge auf den Brief von Papst Franziskus brachten Bischof Rudolf Voderholzer vom Bistum Regensburg und Rainer Maria Kardinal Woelki vom Erzbistum Köln am 19. August 2019 beim Ständigen Rat der DBK einen alternativen Satzungsentwurf in die Diskussion ein. Er wurde eingehend diskutiert und mit 21 zu 3 Stimmen (bei 3 Enthaltungen) abgelehnt. Der Alternativentwurf hatte sieben (statt vier) Themenschwerpunkte vorgesehen, nämlich: Sexueller Missbrauch, Sendung der Laien im Dienst der Evangelisierung, Jugendkatechese, Ehe- und Familienpastoral, Berufungspastoral, Theologie und Religionsunterricht im Dienst der Evangelisierung sowie Spiritualität und Evangelisierung.
Anfang September wurde ein Brief von Marc Kardinal Ouellet bekannt, der mit Datum vom 4. September 2019 an Reinhard Kardinal Marx adressiert war. Der Kurienkardinal schrieb, die geplanten Themen des Synodalen Weges könnten „mit wenigen Ausnahmen nicht Gegenstand von Beschlüssen und Entscheidungen einer Teilkirche sein, ohne gegen die Einschätzung des Heiligen Vaters zu verstoßen.“ Ferner gab er kritisch zu bedenken, unter dem Begriff des Synodalen Wegs verberge sich in Wahrheit ein sogenanntes Partikularkonzil, das kirchenrechtlich nur mit ausdrücklicher Zustimmung von Rom durchgeführt werden könne und dessen Ergebnisse der Prüfung und Anerkennung durch den Papst bedürften. Kardinal Marx wies die Vorwürfe entschieden zurück. Sie bezögen sich auf frühere Satzungsentwürfe zum Synodalen Weg, die bereits überholt seien. Der Synodale Weg sei „ein Prozess eigener Art“ und könne daher nicht an den kirchenrechtlichen Vorgaben für Partikularkonzilien gemessen werden. Anders als ein Partikularkonzil bedarf in Fragen der Themensetzung und der Auswahl der Teilnehmenden der Synodale Weg keiner Zustimmung durch den Heiligen Stuhl. Auf diese Weise können bei den Gesprächen und Entscheidungen Laien als vollstimmberechtigte Mitglieder mitwirken und Themenschwerpunkte flexibel gestaltet werden.
Die erweiterte Gemeinsame Konferenz von Vertretern der Deutschen Bischofskonferenz und des Zentralkomitees der deutschen Katholiken erörterte am 13. und 14. September 2019 in Fulda verschiedene Fragen, die den Synodalen Weg betreffen. Dabei veröffentlichte jedes der vier bereits installierten vorbereitenden Foren ein Arbeitspapier über den aktuellen inhaltlichen Diskussionsstand.
Am 25. September 2019 wurde nach intensiver Beratung die Satzung des Synodalen Weges durch einen Beschluss der Vollversammlung der Deutschen Bischofskonferenz mit 51 zu 12 Stimmen angenommen (bei einer Enthaltung). Am 18. Oktober 2019 stimmte auch der Hauptausschuss des Zentralkomitees der deutschen Katholiken (ZdK) der Satzung zu.
Der Synodale Weg ist innerhalb der katholischen Kirche in Deutschland nicht unumstritten; einige Bischöfe hatten sich kritisch zum geplanten Vorhaben geäußert. Bischof Konrad Zdarsa von Augsburg (seit Juli 2019 emeritiert) betonte im Mai 2019, kurz vor dem Ende seiner Amtszeit, er halte den Begriff eines Synodalen Weges für „Unsinn“ und einen „Etikettenschwindel“. Kardinal Woelki meinte Anfang September, im Synodalen Weg ein Spaltungsrisiko zu erkennen. Nach Bischof Voderholzer seien die Weichen für den Synodalen Weg falsch gestellt; er befürchte, dass „durch das Wecken von bestimmten Erwartungen und Hoffnungen nur noch mehr Frustration erzeugt wird.“
Insgesamt überwiegen jedoch die Befürworter für den Synodalen Weg bei weitem. Anfang November 2019 ermutigten zehn deutsche Generalvikare in einem gemeinsamen Brief die Bischofskonferenz und das Zentralkomitee ausdrücklich bei der Durchführung des Weges, da sie eine „grundlegende Reform der Kirche in Deutschland für dringend notwendig, ja für essentiell“ hielten; am Ende des Synodalen Weges müssten verbindliche Entscheidungen stehen. Der Generalsekretär des Zentralkomitees, Stefan Vesper erklärte im Interview zum Spannungsverhältnis zwischen deutscher Kirche und Weltkirche: „Niemand in Deutschland will sich aus dieser Weltkirche ausklinken. Man muss aber für deutsche Fragestellungen auch Lösungen in Deutschland finden können.“
Das Zentralkomitee der deutschen Katholiken beschloss in der Vollversammlung am 22. November 2019 in Bonn mit großer Mehrheit, bei 17 Gegenstimmen und fünf Enthaltungen, mit der Deutschen Bischofskonferenz den Synodalen Weg zu gehen.

Das Zentralkomitee der deutschen Katholiken beschließt in der Vollversammlung am 22. November 2019, mit der Deutschen Bischofskonferenz den Synodalen Weg zu gehen.

## Satzung und Struktur
Die Deutsche Bischofskonferenz hatte im März 2019 beschlossen, sich mit dem Zentralkomitee der deutschen Katholiken auf den „Synodalen Weg“ zu begeben. Dieser „ist kein (kirchenrechtlich) definiertes Format, sondern eigener Art (sui generis)“. Eine Synode im Sinne des Kirchenrechts („Partikularkonzil“, can. 439 CIC) muss vom Apostolischen Stuhl genehmigt werden. Stimmrecht haben dort nur die Bischöfe. Auch erfordere das Genehmigungsverfahren einer regulären Synode ein längerfristiges Verfahren, das, so die Verantwortlichen des Synodalen Weges, das notwendige Tempo bei der Behandlung der anstehenden Fragen zu sehr verlangsame.
Die Struktur des Synodalen Weges ist in der Satzung des Synodalen Weges festgelegt. Darin sind vier Themenschwerpunkte für den Gesprächsprozess verankert:
1. Macht und Gewaltenteilung in der Kirche – Gemeinsame Teilnahme und Teilhabe am Sendungsauftrag
2. Priesterliche Existenz heute
3. Frauen in Diensten und Ämtern in der Kirche
4. Leben in gelingenden Beziehungen – Liebe leben in Sexualität und Partnerschaft

Als Zielsetzung des Synodalen Weges formuliert die Satzung:

„Als getaufte Frauen und Männer sind wir berufen, die „Güte und Menschenfreundlichkeit Gottes“ (Tit 3,4 ) in Wort und Tat zu verkündigen, so dass Menschen die Frohe Botschaft in Freiheit hören und annehmen können. Wir wollen auf dem Synodalen Weg die Voraussetzungen dafür verbessern, dass wir diese Aufgabe glaubwürdig erfüllen können.“

Der Synodale Weg verfügt über folgende Organe:

### Synodalversammlung
Die Synodalversammlung setzt sich zusammen aus den Mitgliedern der Deutschen Bischofskonferenz (69 Mitglieder) und 69 Mitgliedern des Zentralkomitees der deutschen Katholiken. Dazu kommen Vertreter verschiedener innerkirchlicher Gruppierungen, nämlich der Orden (10), der diözesanen Priesterräte (27), der Jugendlichen (15), der ständigen Diakone (4), der Pastoral- und Gemeindereferenten (je 4), des Katholisch-Theologischen Fakultätentages (3), der Neuen Geistlichen Gemeinschaften (3) und der Generalvikare (2). Zudem werden bis zu 20 weitere katholische Männer und Frauen als Mitglieder berufen, die zu gleichen Teilen von der Bischofskonferenz und dem Zentralkomitee unter Berücksichtigung auch weiterer Berufsgruppen benannt werden. Insgesamt hat die Synodalversammlung über 200 Mitglieder.
Als Beobachter mit Rederecht werden eingeladen: der Apostolische Nuntius und jeweils ein Vertreter der Arbeitsgemeinschaft Christlicher Kirchen in Deutschland (ACK), der Evangelischen Kirche in Deutschland (EKD), der Orthodoxen Bischofskonferenz in Deutschland (OBKD), des Rates der europäischen Bischofskonferenzen (CCEE), der Bischofskonferenzen der Nachbarländer, der Laiendachorganisationen der Nachbarländer und weitere Gäste nach Entscheidung des Synodalpräsidiums. Die Sitzungen der Synodalversammlung sind medienöffentlich.
Eine Geistliche Begleiterin und ein Geistlicher Begleiter geben spirituelle Impulse und sorgen für eine geistliche Reflexion der Arbeit der Synodalversammlung.

### Synodalpräsidium
Das Synodalpräsidium wird gebildet von dem Vorsitzenden und dem stellvertretenden Vorsitzenden der Deutschen Bischofskonferenz, der Präsidentin oder dem Präsidenten des Zentralkomitees der deutschen Katholiken und einer Vize-Präsidentin oder einem Vize-Präsidenten des Zentralkomitees. Präsidenten des Synodalen Weges sind der Vorsitzende der Deutschen Bischofskonferenz und die Präsidentin oder der Präsident des Zentralkomitees der deutschen Katholiken.
Zum erweiterten Synodalpräsidium, das die inhaltliche Arbeit koordiniert und die Tagesordnungen der Synodalversammlungen beschließt, gehören zusätzlich jeweils die beiden Vorsitzenden der Synodalforen an. Die Geistliche Begleiterin und der Geistliche Begleiter sind ständige Gäste im erweiterten Synodalpräsidium.
Das Präsidium bilden Georg Bätzing (Bischof von Limburg und Vorsitzender der Deutschen Bischofskonferenz), Irme Stetter-Karp (Präsidentin des Zentralkomitees der deutschen Katholiken), Franz-Josef Bode (bis 2023 Bischof von Osnabrück und stellvertretender Vorsitzender der Deutschen Bischofskonferenz) und Thomas Söding (Vizepräsident des Zentralkomitees der deutschen Katholiken).

### Rechtswirksamkeit
„Beschlüsse der Synodalversammlung entfalten von sich aus keine Rechtswirkung. Die Vollmacht der Bischofskonferenz und der einzelnen Diözesanbischöfe, im Rahmen ihrer jeweiligen Zuständigkeit Rechtsnormen zu erlassen und ihr Lehramt auszuüben, bleibt durch die Beschlüsse unberührt.“

Somit können sich jeder Diözesanbischof und die Deutsche Bischofskonferenz Beschlüsse zu eigen machen und umsetzen, wenn sie eine Thematik betreffen, deren rechtliche Regelung auf partikularkirchlicher Ebene in ihre jeweilige Zuständigkeit und Kompetenz fällt. Über die Umsetzung von Beschlüssen, die eine weltkirchliche Relevanz entfalten, entscheidet der Apostolische Stuhl. Fragen, die die Weltkirche betreffen und nicht nur ein Bistum oder die Gemeinschaft der deutschen Bistümer, müssen in den überdiözesanen Kontext gestellt und beantwortet werden. Entsprechende Beschlüsse der Synodalversammlung müssen als Votum der Kirche in Deutschland an Rom gerichtet werden.

### Synodalforen
Der Synodale Weg hat vier Synodalforen zu den vier Themenschwerpunkten eingerichtet, denen jeweils 30 Personen angehören. In den Synodalforen werden die Synodalversammlungen vorbereitet.

#### Synodalforum 1 – „Macht und Gewaltenteilung in der Kirche – Gemeinsame Teilnahme und Teilhabe am Sendungsauftrag“
Vom Synodalen Weg wird die Thematik dieses Forums wie folgt beschrieben: „Das Forum fragt, wie mit der Macht in der Kirche umgegangen wird. Was muss getan werden, um Machtabbau und eine Verteilung von Macht zu erreichen? Dazu ist eine kritische Selbstbesinnung auf die Bedingungen des Machtmissbrauchs unerlässlich. Außerdem sollen Ansätze, Prozesse und Strukturen einer nachhaltigen Erneuerung erörtert werden, wozu auch der Aufbau von Verwaltungsgerichten gehört. Zentrale Fragen im Forum werden sein: Wie ist in der Kirche Macht zu verstehen und auszuüben, wie zu organisieren, zu begrenzen und zu kontrollieren? Wie ist sie theologisch zu verantworten? Welche Rahmenbedingungen und welche Strukturen begünstigen Machtmissbrauch, welche werden zum Kampf gegen Machtmissbrauch benötigt?“

#### Synodalforum 2 – „Priesterliche Existenz heute“
Thematik des Forums: „Das Forum fragt, wie die priesterliche Existenz und das Amt des Priesters in Zukunft aussehen, im Lichte der Tradition der Kirche, aber auch unter veränderten Rahmenbedingungen. Dazu gehört auch die Frage, welche Ämter und Lebensformen der Sendung der Kirche in der Welt dienen. Der Zölibat wird als Ausdruck der persönlichen Beziehung zu Jesus Christus hoch geschätzt. Wie weit er zum Zeugnis des Priesters in der Kirche gehören muss, wird diskutiert werden.“ Wegen der Corona-Pandemie traf sich das Forum erstmals erst am 14. Juli 2020 und wählte zu seinen Vorsitzenden den Bischof von Münster, Felix Genn, und den Geschäftsführer des Katholischen Verbandes für soziale Dienste in Deutschland (SKM), Stephan Buttgereit. Zu geistlichen Begleiterinnen wurden Ursula Becker und die Vorsitzende der Deutschen Ordensobernkonferenz, Katharina Kluitmann OSF, gewählt.

#### Synodalforum 3 – „Frauen in Diensten und Ämtern in der Kirche“
Der Synodale Weg nennt als Ziel des Forums: „Das Forum beleuchtet die Rolle der Frau in der Kirche. Mit dem Synodalen Weg geht es um die Frage, wie die Relevanz von Glaube und Kirche wieder in die gesellschaftliche Debatte eingebracht und gleichzeitig Antworten auf innerkirchliche Fragen gegeben werden können. Das geht nur in einer Gemeinsamkeit von Frauen und Männern in der Kirche, was sich bereits jetzt an vielen engagierten Frauen in Leitungsfunktionen im kirchlichen Bereich zeigt.“ Im Forum wurden als Vorsitzende ZdK-Mitglied Dorothea Sattler (Münster) und Bischof Franz-Josef Bode (Bistum Osnabrück) gewählt. Zugleich wurden drei Arbeitsgruppen gebildet: AG 1: Partizipation von Frauen an Ämtern und Diensten unter den gegenwärtigen Bedingungen des Kirchenrechts. Gestaltungsräume und Perspektiven; AG 2: Geschlechteranthropologie und Genderfragen; AG 3: Theologische Argumentation im Blick auf die Teilhabe von Frauen am sakramentalen Ordo (Diakonat und weitere Ämter).

#### Synodalforum 4 – „Leben in gelingenden Beziehungen – Liebe leben in Sexualität und Partnerschaft“
Thema der Beratungen ist nach den Angaben des Synodalen Weges: „Das Forum behandelt Fragen der Sexualmoral der Kirche, die immer weniger Zuspruch und Akzeptanz finden. Dabei geht es auch um eine stärkere Berücksichtigung der Erkenntnisse aus Theologie und Humanwissenschaften. Dazu gehört, dass die personale Bedeutung der Sexualität kaum Beachtung findet. Das Resultat: Die Moralverkündigung gibt der überwiegenden Mehrheit der Getauften keine Orientierung.“
Bei der ersten Sitzung des Forums wurden als Vorsitzende gemäß der Satzung und der Geschäftsordnung des Synodalen Weges ZdK-Mitglied Birgit Mock (Bonn) und Bischof Georg Bätzing (Bistum Limburg) gewählt. Nachdem Georg Bätzing im März 2020 zum Vorsitzenden der Deutschen Bischofskonferenz gewählt worden war, wählte das Synodalforum im Mai 2020 den Aachener Bischof Helmut Dieser zum Co-Vorsitzenden.
Der Kölner Weihbischof Dominikus Schwaderlapp zog sich am 28. Mai 2020 aus dem Forum zurück, da die dort mehrheitlich verfolgte Linie auf eine Veränderung der kirchlichen Sexualmoral abziele und dieser Weg nicht der seine sei.

## Zeitlicher Ablauf des Synodalen Weges
Die offizielle Eröffnung des Synodalen Weges, der zunächst auf zwei Jahre angelegt war, fand am ersten Adventssonntag, dem 1. Dezember 2019, statt. Im Rahmen eines Gottesdienstes entzündeten Kardinal Reinhard Marx und Karin Kortmann vom Präsidium des Synodalen Weges im Liebfrauendom in München eine „Synodalkerze“. Auch in anderen Domkirchen in Deutschland brennen seit diesem Tag Synodalkerzen.
Das Zentralkomitee wählte seine Vertreter in einer Vollversammlung Ende November 2019, das ZdK-Präsidium benennt weitere zehn Einzelpersonen. Der BDKJ rief zu Online-Bewerbungen für die 15 Plätze für junge Menschen unter 30 Jahren auf, die er besetzen kann. Die Synodalversammlung bestimmte in ihrer ersten Sitzung die jeweils 30 Angehörigen der vier inhaltlich-thematischen Foren.
Von den im Dezember 2019 namentlich bekannten 227 Mitgliedern der Synodalversammlung sind 66 weiblich, eines divers und 160 männlich.
Tagungsort aller Synodalversammlungen sollte zunächst der Kaiserdom St. Bartholomäus in Frankfurt am Main sein; wegen nicht abgeschlossener Bauarbeiten im südlichen Querschiff des Domes wurde der Sitzungsteil der ersten Synodalversammlung am geplanten Termin ins nahegelegene evangelische Dominikanerkloster Frankfurt am Main verlegt. Wegen der Corona-Pandemie fanden anstelle der für den September 2020 geplanten zweiten Versammlung am Freitag, 4. September 2020 fünf Regionenkonferenzen statt. Die zweite Synodalversammlung fand vom 30. September bis zum 1. Oktober 2021 coronabedingt in Räumen der Messe Frankfurt statt. Die dritte Synodalversammlung fand vom 3. bis zum 5. Februar 2022 am gleichen Ort statt, ebenfalls die vierte vom 8. bis zum 10. September 2022. Da bereits bei der Zweiten Synodalversammlung deutlich wurde, dass mehr Beratungszeit erforderlich sein wird, wurde eine fünfte Synodalversammlung angekündigt. Sie fand vom 9. bis 11. März 2023 statt.
Gemäß der Satzung des Synodalen Wegs tritt die Synodalversammlung drei Jahre nach ihrer letzten Synodalversammlung noch einmal zusammen, um die Umsetzung der Ergebnisse zu evaluieren. Das wird im März 2026 sein.

## Begleitung durch Medien und Öffentlichkeit
Kardinal Marx und Präsident Sternberg riefen in einem Schreiben an die Katholiken in Deutschland vom 1. Dezember 2019 kirchlich engagierte wie auch suchende und zweifelnde Menschen dazu auf, den Synodalen Weg durch Stellungnahme und Gebet zu begleiten.
Bereits die Vorbereitungen des Synodalen Weges wurden von den Medien aufmerksam verfolgt. 13 Pressesprecher von katholischen Bistümern und Institutionen haben ausdrücklich eine „kritische Begleitung“ des Synodalen Wegs durch die Medien gefordert.
Die dem Synodalen Weg schon im Vorfeld skeptisch gegenüberstehende konservative katholische Wochenzeitung Die Tagespost hat unter dem Titel welt&kirche eine eigene Beilage zur Begleitung des Synodalen Wegs konzipiert, die während der Dauer des Gesprächsprozesses alle zwei Monate Themen und Ergebnisse der Veranstaltungen „kritisch in den Blick nehmen“ möchte, wobei der Maßstab der Zeitung „der überlieferte Glaube“ sein soll. Koordiniert wird die 16-seitige Beilage von einem theologischen Beirat, dem die Philosophin Hanna-Barbara Gerl-Falkovitz, die Dogmatiker Karl-Heinz Menke und Christoph Binninger sowie der Kirchenrechtler Christoph Ohly angehören.
Das domradio des Erzbistums Köln überträgt umfangreich vom Synodalen Weg, so live im Web-TV Gottesdienste und Beratungen und einem begleitenden „Synodalen Blog“, ferner dokumentiert es in einer Mediathek und Bildergalerie Gottesdienste, Redebeiträge und Stellungnahmen.
Ein Live-Stream wird bei den Synodalversammlungen in deutscher und englischer Sprache auf der Website angeboten.

## Synodalversammlungen

### Erste Synodalversammlung (Januar/Februar 2020)
Die erste Synodalversammlung fand vom 30. Januar bis zum 1. Februar 2020 in Frankfurt statt. Sie begann mit der heiligen Messe und der anschließenden Eröffnung im St.-Bartholomäus-Dom, bei der auch sechs Teilnehmer in unterschiedlichen kirchlichen Funktionen persönliche Zeugnisse vortrugen. Der Sitzungsteil war wegen nicht abgeschlossener Bauarbeiten im südlichen Querschiff des Domes ins nahegelegene evangelische Dominikanerkloster verlegt worden. Es nahmen die rund 230 Mitglieder der Synodalversammlung sowie der Apostolische Nuntius und 25 Beobachter aus verschiedenen Institutionen und dem benachbarten Ausland teil. Die Sitzordnung erfolgte nach dem Alphabet und nicht nach hierarchischen Gesichtspunkten, was Karin Kortmann, Mitglied des Präsidiums, als gewollte Irritation bezeichnete. Im Mittelpunkt der Beratungen standen die Konstituierung der Synodalversammlung und die Verabschiedung der Geschäftsordnung, die als Option vorsieht, dass auf Antrag für einzelne Beschlüsse eine Zweidrittelmehrheit der Stimmen der weiblichen Synodalmitglieder notwendig sein kann; die Satzung des Synodalen Weges sieht eine Zweidrittelmehrheit der Bischöfe für die Beschlüsse der Synodalversammlung vor. Die Größe der vier Arbeitsgruppen, welche die inhaltlichen Vorarbeiten für die künftigen Beschlüsse der vier Synodalforen leisten werden, wurde auf je 35 Mitglieder der Synodalversammlung begrenzt. Die personelle Besetzung dieser Foren war zuerst als intransparent kritisiert worden und hatte laut Franz Jung, Bischof von Würzburg, „für Irritationen“ gesorgt; zuletzt erhielt sie jedoch eine breite Mehrheit. In einer inhaltlichen Orientierungsdebatte zu den Themen der vier Foren wurde unter anderem eine Öffnung der katholischen Sexuallehre gefordert, z. B. in Form einer moralischen Anerkennung alternativer Beziehungsformen, ebenso ein Überdenken des verpflichtenden Zölibats für Priester. Am Abschlusstag der ersten Synodalversammlung verzichtete man auf eine gemeinsame Eucharistiefeier und begann den Tag mit einer von Laien gestalteten Wortgottesfeier, bei der Frauen das Evangelium vortrugen und die Ansprache hielten.
In einem Interview mit dem Domradio erklärte der Kölner Erzbischof Kardinal Rainer Maria Woelki, seine Befürchtungen seien eigentlich eingetreten: Ihn treibe die Sorge, dass „quasi ein protestantisches Kirchenparlament durch die Art der Verfasstheit und der Konstituierung dieser Veranstaltung implementiert“ werde. In Bezug auf die alphabetische Sitzplatzvergabe sprach er von „falscher Gleichmacherei“, die nichts mit dem zu tun habe, „was katholische Kirche ist und meint“; damit werde die vom Zweiten Vatikanischen Konzil bestätigte hierarchische Struktur der Kirche in Frage gestellt. Zudem habe bei der Synodalversammlung nicht jede Meinung Gehör gefunden. In einem Kommentar in der Kirchenzeitung Tag des Herrn wies der Journalist Ulrich Waschki darauf hin, die Krise der Kirche sei eine Glaubenskrise, aber zugleich eine Leitungskrise. Das kirchliche Amt müsse Macht und Kompetenzen abgeben, um Autorität zurückzugewinnen.
Der frühere Bischof von Regensburg und emeritierte Präfekt der römischen Kongregation für die Glaubenslehre, Kardinal Gerhard Ludwig Müller, bezeichnete den angeblichen Beschluss der Synodalversammlung, ihre Entscheidungen seien gültig, auch wenn sie der katholischen Lehre widersprächen, als „suizidartigen Prozess“. Müller zog eine Parallele zum Ermächtigungsgesetz von 1933, mit dem der Reichstag der Regierung Adolf Hitlers eine pauschale legislative Befugnis erteilt hatte. Müller wurde anschließend wegen des Vergleichs scharf kritisiert. Bernd Hagenkord SJ, der geistliche Begleiter des Synodalen Wegs, nannte Müllers Vergleich „vergiftend“ und „zerstörerisch“.

### Regionenkonferenzen statt zweiter Synodalversammlung (September 2020)
Wegen der Corona-Pandemie fanden anstelle der geplanten zweiten Synodalversammlung am Freitag, 4. September 2020 fünf Regionenkonferenzen mit maximal 50 Teilnehmern unter dem Motto „Fünf Orte – ein Weg“ statt, und zwar zeitgleich und mit gleichem Programm in Frankfurt am Main, Dortmund, Berlin, München und Ludwigshafen. Inhaltlicher Schwerpunkt waren am Vormittag die Auswirkungen der Pandemie, am Nachmittag gab es Aussprachen zu den Themen Frauen und Sexualität anhand von ersten Arbeitstexten, die von den Synodalforen „Frauen in Diensten und Ämtern in der Kirche“ und „Leben in gelingenden Beziehungen – Liebe leben in Sexualität und Partnerschaft“ vorgelegt wurden, aber nicht als Vorlagen im Sinne der Satzung verstanden werden können.
Im Vorfeld der Regionenkonferenzen war der Arbeitstextentwurf des Synodalforums „Frauen in Diensten und Ämtern in der Kirche“ von Bischof Voderholzer kritisiert worden. Gegenstand der Kritik war die fehlende Abstimmungsmöglichkeit zu den Texten vor Beginn der Regionenkonferenzen. Ebenso wurde die theologische Argumentation kritisiert, die als einseitig und tendenziös aufgefasst wurde.
Im Juli 2021 erklärte der Magdeburger Bischof Gerhard Feige, der Synodale Weg sei wichtig für die Ökumene und habe großes Potenzial.

### Zweite Synodalversammlung (September/Oktober 2021)
Die Zweite Synodalversammlung fand vom 30. September bis 2. Oktober 2021 in Frankfurt am Main (Messe Frankfurt) statt. Dabei werden in erster Lesung vorbereiteter Texte (Grund- bzw. Handlungstexte) der vier Synodalforen behandelt. Aufgrund mangelnder Beschlussfähigkeit musste sie vorzeitig beendet werden und konnte nicht alle vorgelegten Texte behandeln.
Im Dezember 2021 sprach sich Bischof Franz-Josef Bode vom Bistum Osnabrück für schrittweise und behutsame Reformen in der Kirche aus; mit Beharrlichkeit lasse sich mehr erreichen als mit erhobener Faust und Vehemenz. Im Januar 2022 zeigte sich Bischof Karl-Heinz Wiesemann vom Bistum Speyer zuversichtlich hinsichtlich der Reformforderungen des Synodalen Weges.

### Dritte Synodalversammlung (3.–5. Februar 2022)
Die Dritte Synodalversammlung tagte vom 3.–5. Februar 2022 ebenfalls in der Messe Frankfurt. Im Vorfeld wurden die folgenden Beschlussvorlagen erstellt:
1. Die Ordination von Frauen soll zugelassen werden.[65]
2. Laienvertreter sollen mehr Mitspracherechte bei Bischofsernennungen haben.[66]
3. Homosexuelle Paare sollen eine öffentliche Segnungsfeier erhalten.[67]
4. Der Weltkatechismus soll im Bereich der Lehre zur Sexualmoral geändert werden. Einvernehmliche, freiwillige sexuelle Handlungen unter Männer- bzw. Frauenpaaren sollen nicht länger als Sünde gelten.[68]
5. Verheiratete Männer (viri probati) sollen zum Priesteramt zugelassen werden.[69]

Diese wurden von der Synodalversammlung weitgehend unverändert mit großer Zustimmung beschlossen.

### Vierte Synodalversammlung (8.–10. September 2022)

#### Verlauf
Auch die vierte Synodalversammlung fand in der Messe in Frankfurt am Main statt.
Am Abend des ersten Sitzungstages wurde über einen grundlegenden Text zur katholischen Sexualmoral („Leben in gelingenden Beziehungen – Grundlinien einer erneuerten Sexualethik“) abgestimmt. Der Text war vom Synodalforum 4 – „Leben in gelingenden Beziehungen – Liebe leben in Sexualität und Partnerschaft“ erarbeitet worden. Er thematisierte Fragen der Empfängnisverhütung, homosexueller Partnerschaften, der Seelsorge für wiederverheiratete Geschiedene und der Gleichwertigkeit und Legitimität nicht-heterosexueller Orientierungen. Er plädierte für eine Neuakzentuierung der katholischen Sexuallehre, indem er eine Lehre forderte, die der Lebenswirklichkeit der Menschen entspräche. Nach teils kontroverser Debatte lag die Zustimmung bei 82,8 Prozent der anwesenden Delegierten. Von den anwesenden Bischöfen stimmten 33 Bischöfe (61,1 Prozent) zu, 21 (38,9 Prozent, bei drei Enthaltungen) stimmten dagegen. Damit war die von der Geschäftsordnung geforderte Zwei-Drittel-Mehrheit der Bischöfe nicht erreicht und der vorgeschlagene Text nicht verabschiedet. In der Debatte hatten einige Bischöfe vor einem Bruch mit der kirchlichen Lehre und dem christlichen Menschenbild gewarnt. Synodalpräsident Bischof Bätzing sprach nach der Abstimmung von einer „krisenhaften Situation“. Das Präsidium beendete nach der Abstimmung den Sitzungstag vorzeitig. Die Bischöfe und die nichtbischöflichen Teilnehmer trafen sich anschließend zu getrennten Beratungen.
Am zweiten Sitzungstag wurde der Grundtext „Frauen in Diensten und Ämtern der Kirche“, der erstmals den Zugang der Frauen zum Diakonat fordert, verabschiedet.  Zugleich wurde die theologische Möglichkeit des Frauenpriestertums begründet, aber an eine Überprüfung der Lehre gebunden; „die autoritative Tabuisierung des Themas war so nachhaltig, dass die Bischöfe …ihre Zustimmung zum Grundtext des Frauenforums daran banden“, stellte die beteiligte Theologin Julia Knop später fest.  Weiterhin wurden zwei Handlungstexte „Lehramtliche Neubewertung von Homosexualität“ sowie zur Reform des Kirchenarbeitsrechtes in Bezug auf homosexuelle Mitarbeiter verabschiedet, am letzten Tag ein Handlungstext zur Einführung eines dauerhaften Synodalen Rates. Auch bei diesen Abstimmungen stimmten einige Bischöfe dagegen, jedoch wurde die Zwei-Drittel-Mehrheit an zustimmenden Voten der Bischöfe immer erreicht.

#### Weitere Entwicklung
Bischof Georg Bätzing kündigte an, dass die beschlossenen Texte in die weltkirchliche Debatte eingebracht werden sollen, vor allem auch gegenüber dem Papst in Rom, etwa aus dem Handlungstext zur Neubewertung der Homosexualität die Bitte um Streichung der entsprechenden Passagen im Katechismus. Der Münchner Erzbischof Kardinal Reinhard Marx erklärte, er werde die Beschlüsse im Erzbistum München und Freising „selbstverständlich umsetzen“. Die Teilnehmerin des Synodalen Weges Dorothea Schmidt sprach in einem Bericht über die Synodalversammlung in der Zeitschrift Die Tagespost hingegen von einer „feindlichen Übernahme der katholischen Kirche“, und zwar „mit unfairen Mitteln“; man boxe durch, „was man durchboxen will. Ohne Rücksicht auf Verluste. Ohne Rücksicht auf die Minderheit und die kirchliche Lehre“. Eine Kennzeichnung des Synodalen Weges als „deutschen Sonderweg“ schärft sie durch die Formulierung, der Synodale Weg lege den „Grundstein für die Deutsche Nationalkirche“.
Der Dogmatiker und Regensburger Bischof Rudolf Voderholzer wies in einem Beitrag für die Zeitschrift Die Tagespost, gestützt auf einen Aufsatz von Karl-Heinz Menke, auf zwei gegensätzliche theologische Denkrichtungen hin, die in den konkurrierenden Gruppen von Teilnehmern des Synodalen Weges jeweils zum Tragen kämen: eine von Menke „libertarisches Freiheits- und Wahrheitsverständnis“ genannte Richtung einerseits, die nur gelten lasse, was dem subjektiven, vermeintlich aufgeklärten Bewusstsein und der autonomen Vernunft einleuchtete, und ein „kompatibilistisches (von kompatibel – vereinbar) Freiheits- und Wahrheitsverständnis“ andererseits, das davon ausgehe, dass der menschlichen Vernunft eine Wirklichkeit gegenüberstehe, der zu entsprechen die menschliche Freiheit nicht aufhebe, sondern erst zu sich bringe; im Falle des christlichen Glaubens sei diese Wirklichkeit eine göttliche Offenbarung. Für Voderholzer treten in der Argumentation der Mehrheit der Delegierten die theologischen Erkenntnisorte „Zeichen der Zeit“ und „Lebenswirklichkeit“ nicht neben die klassischen Erkenntnisorte von Schrift, Tradition, Lehramt, sondern beginnen sie zu ersetzen. Dies stelle für ihn eine „neue Theologie“ dar, die sich in eine offenbarungsfreie Philosophie aufzulösen beginne und die Grundlage einer völlig anderen und in diesem Sinne „neuen Kirche“ sei.
Der Salzburger Fundamentaltheologe Gregor Maria Hoff wies darauf hin, dass die Berufung auf die Verpflichtung, die Glaubenslehre der Kirche unverfälscht zu wahren (mit der u. a. der Kölner Weihbischof Dominikus Schwaderlapp seine Nein-Stimmen begründet hatte) zu wenig berücksichtige, dass die normative Festlegung und Wahrung von Traditionen selbst einen fortlaufenden geschichtlichen Aneignungsprozess darstelle. Die Überlieferung des Evangeliums erschöpfe sich nicht in Formelwiederholungen, sondern die Feststellung des Wahrheitswertes kirchlicher Überlieferung bedürfe immer neuer Auslegung, wie die Dogmengeschichte gezeigt habe. Ein Zugang zur Offenbarung Gottes lasse sich nicht jenseits der Geschichte erreichen, sondern erhalte Impulse von Lebens-, Kultur- und anderen Wissenschaften.
Aus Anlass des Ad-limina-Besuchs der deutschen Bischöfe im Vatikan im November 2022 kam es am 18. November zu einem Gespräch der Bischöfe mit den Leitern der Dikasterien der Römischen Kurie, darunter Kardinalstaatssekretär Pietro Parolin,  Kardinal Luis Ladaria (Dikasterium für die Glaubenslehre) und Kardinal Marc Ouellet (Dikasterium für die Bischöfe). Dabei traten kirchenrechtliche und dogmatische Meinungsverschiedenheiten zutage. Weitere Gespräche zwischen einer Delegation der deutschen Bischofskonferenz und der Kurie in Rom fanden am 26. Juli 2023, am 23. März und am 28. Juni 2024 statt, letzteres mit den Kardinälen Víctor Fernández, Kurt Koch, Pietro Parolin, Robert F. Prevost und Arthur Roche sowie Erzbischof Filippo Iannone seitens der Kurie und den Bischöfen Georg Bätzing, Stephan Ackermann, Bertram Meier und Franz-Josef Overbeck seitens der Bischofskonferenz, ferner Generalsekretärin der Deutschen Bischofskonferenz, Beate Gilles, und Pressesprecher Matthias Kopp. Dabei ging es vorrangig um den „Synodalen Rat“, der „nicht über der Bischofskonferenz steht oder gleichrangig mit ihr ist“, wie es in der Abschlusserklärung heißt.

### Fünfte Synodalversammlung (9.–11. März 2023)
Vor der fünften Synodalversammlung teilten am 22. Februar 2023 vier Teilnehmerinnen der Synodalversammlung in einem Beitrag in der Tageszeitung Die Welt mit, dass sie ihr Mandat als Synodalen für die Versammlungen des Synodalen Weges niederlegen, und zwar die Theologinnen Katharina Westerhorstmann, Hanna-Barbara Gerl-Falkovitz und Marianne Schlosser, ferner Dorothea Schmidt von der Bewegung Maria 1.0. Als Begründung gaben sie an, dass sich die katholische Kirche in Deutschland zunehmend von der Weltkirche entferne und dass im Zuge der Aufarbeitung von sexuellem Missbrauch im Rahmen des Synodalen Weges auch zentrale katholische Lehren und Überzeugungen in Zweifel gezogen worden seien. Am 26. Februar 2023 erklärte der Bonner Stadtdechant Wolfgang Picken, dass er sein Mandat für den Synodalen Weg als Vertreter des Priesterrats des Erzbistums Köln niederlege, und zwar wegen fehlender Offenheit bei vielen Debatten und wegen zahlreicher Reformvorschläge, die die Einheit mit der Weltkirche zu leichtfertig aufgäben, sowie wegen fehlender Kritikfähigkeit des Synodalen Wegs.
Am 9. März 2023 begann die fünfte Synodalversammlung in Frankfurt am Main.
Rund 75 Prozent der Bischöfe befürworteten am Eröffnungstag einen freiwilligen Zölibat für Priester. Der Handlungstext „Der Zölibat der Priester – Bestärkung und Öffnung“ wurde mit einer Mehrheit von knapp 95 Prozent der abgegebenen 205 Stimmen angenommen. 179 Synodale stimmten mit Ja, 10 Synodale mit Nein und 16 Synodale enthielten sich bei der finalen Abstimmung. Von den 60 teilnehmenden Bischöfen in der Synodalversammlung stimmten 44 dafür, 5 dagegen und 11 enthielten sich.
Am 10. März 2023 befürwortete der Synodale Weg ein Dokument „Verkündigung des Evangeliums durch Lai/innen in Wort und Sakrament“ zu mehr Mitbeteiligung von Laien bei Wort und Sakrament. Des Weiteren verabschiedet wurde ein Dokument „Segensfeiern für Paare, die sich lieben“. Dafür stimmten 176 von 202 Versammlungsmitgliedern, dagegen 14. Zwölf enthielten sich. Auch die erforderliche Zwei-Drittel-Mehrheit der Bischöfe kam zustande. Am Ende sprachen sich 80 Prozent der Diözesan- und Weihbischöfe für die Segensfeiern aus.
Am 11. März 2023 wurde das Dokument Umgang mit geschlechtlicher Vielfalt mit 95 Prozent der Stimmen (Bischöfe 84 Prozent, nicht-männliche Delegierte 100 Prozent) und das Dokument Frauen in sakramentalen Ämtern – Perspektiven für das weltkirchliche Gespräch mit 177 Stimmen bei zwölf Gegenstimmen und 13 Enthaltungen (Bischöfe: 42 pro, 10 contra, 6 Enthaltungen) verabschiedet.

### Weitere Entwicklung
Am 22. Juni 2023 informierten die Präsidenten des Synodalen Wegs, Bischof Georg Bätzing und Irme Stetter-Karp, in einem Brief Papst Franziskus über die Ergebnisse des Synodalen Wegs und legten ihm die Voten des Reformdialogs offiziell vor. Das Schreiben wurde am 22. September 2023 von der Deutschen Bischofskonferenz und dem Präsidium des Synodalen Wegs veröffentlicht. Bätzing und Stetter-Karp betonten, die weitreichenden Anliegen nur dann hilfreich sein können, „wenn sie ganz ausdrücklich im Dienst an einer Kirche gesehen werden, die sich das Evangelium immer wieder neu zu Herzen nimmt und sich an ihre Sendung erinnert, dieses Evangelium den Menschen zu verkünden“. Sie boten dem Papst an, in einem persönlichen Gespräch die Anliegen zu erörtern, und drückten ihre Hoffnung aus, dass diese als Ausdruck eines „Ringens um ein Miteinander in einer trotz aller Probleme und Herausforderungen lebendigen und nach der Führung des Geistes suchenden Kirche“ aufgefasst werden.

### Abschließende Synodalversammlung (29.–31. Januar 2026)
Eine letzte Synodalversammlung soll vom 29. bis 31. Januar 2026 in Stuttgart stattfinden. Sie dient, wie in der Satzung vorgesehen, „zur Evaluation der Umsetzung der Ergebnisse des Synodalen Weges“.

## Beschlüsse
| Titel | Urheber   | Datum           | Abstimmung                                   |
| --- | --------- | --------------- | -------------------------------------------- |
| Präambeltext: Hören, lernen, neue Wege gehen. Der Synodale Weg der katholischen Kirche in Deutschland                                            | Präsidium | 11. März 2023   | 177 Ja (97,25 %) 5 Nein 10 Enth. Angenommen  |
| Orientierungstext: Auf dem Weg der Umkehr und der Erneuerung. Theologische Grundlagen des Synodalen Weges der katholischen Kirche in Deutschland | Präsidium | 3. Februar 2022 | 178 Ja (Bischöfe: 41 Ja, 16 Nein) Angenommen |

### Grundtexte
| Titel                                                                                          | Urheber   | Datum             | Abstimmung |
| ---------------------------------------------------------------------------------------------- | --------- | ----------------- | --- |
| Macht und Gewaltenteilung in der Kirche – Gemeinsame Teilnahme und Teilhabe am Sendungsauftrag | Forum I   | 3. Februar 2022   | 178 Ja (88 %) (Bischöfe: 74 % Ja) Angenommen                                                                           |
| Leben in gelingenden Beziehungen – Grundlinien einer erneuerten Sexualethik                    | Forum IV  | 8. September 2022 | 82,8 % Ja (Bischöfe: 33 Ja (61,1 %), 21 Nein (38,9 %), 3 Enth.) Abgelehnt, da 2/3-Mehrheit der Bischöfe nicht erreicht |
| Frauen in Diensten und Ämtern in der Kirche                                                    | Forum III | 9. September 2022 | 182 Ja (91,92 %) 16 Nein 7 Enth. Angenommen                                                                            |
| Priesterliche Existenz heute                                                                   | Forum II  | 9. März 2023      | 166 Ja (88,77 %) 21 Nein 14 Enth. Angenommen                                                                           |

### Handlungstexte
| Titel                                                                                           | Urheber   | Datum                    | Abstimmung                                                                        |
| ----------------------------------------------------------------------------------------------- | --------- | ------------------------ | --------------------------------------------------------------------------------- |
| Lehramtliche Neubewertung von Homosexualität                                                    | Forum IV  | 9. September 2022        | 170 Ja (92,39 %) 14 Nein 9 Enth. (Bischöfe: 83,33 % Ja) Angenommen                |
| Grundordnung des kirchlichen Dienstes                                                           | Forum IV  | 9. September 2022        | 175 Ja (95,63 %) 8 Nein 13 Enth. Angenommen                                       |
| Synodalität nachhaltig stärken: Ein Synodaler Rat für die katholische Kirche in Deutschland     | Forum I   | 10. September 2022       | 93 % Ja (Bischöfe: 88 % Ja) Angenommen                                            |
| Der Zölibat der Priester – Bestärkung und Öffnung                                               | Forum II  | 9. März 2023             | 179 Ja (94,71 %) 10 Nein 16 Enth. (Bischöfe: 44 Ja, 5 Nein, 11 Enth.) Angenommen  |
| Verkündigung des Evangeliums durch Lai*innen in Wort und Sakrament                              | Forum III | 10. März 2023            | 169 Ja (90,86 %) 17 Nein 17 Enth. Angenommen                                      |
| Prävention sexualisierter Gewalt, Intervention und Umgang mit Tätern in der katholischen Kirche | Forum II  | 10. März 2023            | 171 Ja (100 %) 12 Enth. (Bischöfe: 100 % Ja) Angenommen                           |
| Segensfeiern für Paare, die sich lieben                                                         | Forum IV  | 10. März 2023            | 176 Ja (92,63 %) 14 Nein 12 Enth. (Bischöfe: 80 % Ja) Angenommen                  |
| Frauen in sakramentalen Ämtern – Perspektiven für das weltkirchliche Gespräch                   | Forum III | 11. März 2023            | 177 Ja (/93,65 %) 12 Nein 13 Enth. (Bischöfe: 42 Ja, 10 Nein, 6 Enth.) Angenommen |
| Umgang mit geschlechtlicher Vielfalt                                                            | Forum IV  | 11. März 2023            | 170 Ja (95,51 %) 8 Nein 19 Enth. Angenommen                                       |
| Einbeziehung der Gläubigen in die Bestellung des Diözesanbischofs                               | Forum I   | 3. Februar 2022          | Angenommen                                                                        |
| Maßnahmen gegen Missbrauch an Frauen in der Kirche                                              | Forum III | 1. Lesung: 10. März 2023 | 199 Ja (100 %) 0 Nein 6 Enth. Angenommen                                          |
| Gemeinsam beraten und entscheiden                                                               | Forum I   | 10. März 2023            | In den Synodalen Ausschuss verschoben                                             |

## Synodaler Rat
Am 10. September 2022 beschloss die Synodalversammlung den Handlungstext „Synodalität nachhaltig stärken: Ein Synodaler Rat für die katholische Kirche“. 92,78 Prozent der Synodalen stimmten für den Text, von den Bischöfen stimmten 43 dafür (87,76 Prozent), sechs dagegen, weitere zehn Bischöfe enthielten sich. Es heißt darin: „Der Synodale Rat berät als Beratungs- und Beschlussorgan über wesentliche Entwicklungen in Kirche und Gesellschaft und trifft Grundsatzentscheidungen von überdiözesaner Bedeutung zu pastoralen Planungen, Zukunftsfragen und Haushaltsangelegenheiten der Kirche, die nicht auf diözesaner Ebene entschieden werden.“ In der Frage der Verbindlichkeit der Beschlüsse des Synodalen Rates wird analog auf die Satzung des Synodalen Weges verwiesen, in der es heißt: „Beschlüsse der Synodalversammlung entfalten von sich aus keine Rechtswirkung. Die Vollmacht der Bischofskonferenz und der einzelnen Diözesanbischöfe, im Rahmen ihrer jeweiligen Zuständigkeit Rechtsnormen zu erlassen und ihr Lehramt auszuüben, bleibt durch die Beschlüsse unberührt.“ Der Synodale Rat soll in seiner Zusammensetzung der Synodalversammlung entsprechen und von einer Doppelspitze geleitet werden, die aus dem Vorsitzenden der Deutschen Bischofskonferenz und dem/der Vorsitzenden des Zentralkomitees der deutschen Katholiken besteht. Zur Vorbereitung des Synodalen Rates wurde ein Synodaler Ausschuss eingesetzt, der aus den 27 Diözesanbischöfen, 27 vom ZDK gewählten Mitgliedern und zehn von diesen gemeinsam gewählten Mitgliedern besteht.
Daraufhin wandten sich am 21. Dezember 2022 die (Erz)Bischöfe von Augsburg, Eichstätt, Köln, Passau und Regensburg brieflich an den Heiligen Stuhl mit der Frage, ob sie an dem Synodalen Ausschuss teilnehmen müssten und teilnehmen dürften. In einem Schreiben der Kurienkardinäle Pietro Parolin (Kardinalstaatssekretär), Luis Ladaria (Glaubensdikasterium) und Marc Ouellet (Dikasterium für die Bischöfe) vom 16. Januar 2023 an den Vorsitzenden der Deutschen Bischofskonferenz, Georg Bätzing, wird klargestellt, dass die Bischöfe nicht an dem Ausschuss teilnehmen müssen. Nach Auffassung der vatikanischen Dikasterien werde der Synodale Rat als ein neues Gremium über der Bischofskonferenz stehen, und ein eventueller „Synodaler Rat der Diözese“ könne die Autorität des Diözesanbischofs aushebeln. Der Synodale Weg sei nicht befugt, Bischöfe und Gläubige zur Annahme neuer Formen der Leitung auf nationaler, diözesaner oder pfarrlicher Ebene und neuer Ausrichtungen der Lehre und der Moral zu verpflichten.
Bischof Bätzing versicherte bei der Veröffentlichung dieses Schreibens am 23. Januar 2023: „Der Synodale Rat, der durch den Synodalen Ausschuss vorbereitet werden soll, wird sich entsprechend dem in der Beschlussfassung enthaltenen Auftrag innerhalb des geltenden Kirchenrechts bewegen.“ Er betonte: „Der Heilige Stuhl sieht die Gefahr einer Schwächung des bischöflichen Amtes – ich erlebe synodale Beratung geradezu als eine Stärkung dieses Amtes“.
Bei der Sitzung des Ständigen Rates der Bischofskonferenz am 20. Juni 2023 stimmten die Bischöfe Gregor Maria Hanke (Eichstätt), Stefan Oster (Passau) und Rudolf Voderholzer (Regensburg) sowie Kardinal Rainer Maria Woelki (Köln) gegen die geplante Finanzierung über den Verband der Diözesen Deutschlands. Dabei verwiesen sie auf die Vorbehalte des Vatikans und eine klare Weisung von Papst Franziskus. Die Bischofskonferenz kündigte daraufhin an, nach einem alternativen Finanzierungsmodell zu suchen, um die Weiterarbeit auf dem Synodalen Weg möglich zu machen. Der Hauptausschuss des Zentralkomitees der deutschen Katholiken forderte am 23. Juni 2023 mehr Mitbestimmung von Laien in kirchlichen Finanzfragen und erklärte, das Entscheidungsmonopol der Bischöfe über die Kirchensteuer müsse beendet werden; die Kirchensteuermittel seien nicht das Geld der Bischöfe. Es müssten Konsequenzen daraus gezogen werden, dass die Bischöfe „die Machtkarte ausgespielt“ hätten. Der Bischof von Mainz, Peter Kohlgraf, bedauerte in einer öffentlichen Erklärung, dass es im Ständigen Rat keine einstimmige Entscheidung zur Finanzierung des Synodalen Ausschusses gegeben habe. Das Bistum Mainz werde die Suche nach einem alternativen Finanzierungsmodell unterstützen. Kohlgraf hoffe auf die Fortführung des begonnenen Dialogs mit der ersten Sitzung des Synodalen Ausschusses in diesem Jahr; er sagte: „Das Bild des Synodalen Weges als kirchenspalterische Bewegung entspricht nicht meiner Erfahrung. Es sind ernsthafte Gespräche, die auch meinen Blick geweitet haben.“
Bei der konstituierenden Sitzung des Synodalen Ausschusses am 10./11. November 2023 in Essen wurden eine Satzung und eine Geschäftsordnung beschlossen, die noch von der Deutschen Bischofskonferenz und dem Zentralkomitee der deutschen Katholiken als Trägern des Synodalen Weges beschlossen werden müssen. Laut Geschäftsordnung müssen Entscheidungen mit Zweidrittelmehrheit aller anwesenden Mitglieder getroffen werden, und der Ausschuss wird im Regelfall presseöffentlich tagen. An der Sitzung nahmen die (Erz)Bischöfe von Eichstätt, Köln, Passau und Regensburg nicht teil und sagten auch ihre Teilnahme an der weiteren Arbeit des Gremiums grundsätzlich ab. Die Kosten des Ausschusses sollen sich auf eine höhere sechsstellige Summe belaufen. Die Mittel stellt der Verband der Diözesen Deutschlands (VDD) bereit; Finanzfragen müssen dabei im „Ständigen Rat“ des VDD einstimmig entschieden werden.
Einige Tage vor der Frühjahrsvollversammlung der Deutschen Bischofskonferenz im Februar 2024 forderten in einem Brief hochrangige Kardinäle der Römischen Kurie die deutschen Bischöfe auf, die geplante Abstimmung über das Statut des Synodalen Ausschusses von der Tagesordnung der Konferenz zu nehmen. Dem kam die Bischofskonferenz nach. Am 22. März 2024 kam es in Rom zu einem ausführlichen Gespräch, an dem seitens der römischen Kurie die Kardinäle Victor Fernandez, Kurt Koch, Pietro Parolin, Robert Prevost und Arthur Roche sowie Erzbischof Filippo Iannone teilnahmen, seitens der Bischofskonferenz die Bischöfe Georg Bätzing, Stephan Ackermann, Michael Gerber, Peter Kohlgraf, Bertram Meier und Franz-Josef Overbeck sowie Generalsekretärin Beate Gilles und Pressesprecher Matthias Kopp. In einer abschließenden gemeinsamen Erklärung wurde von „Differenzen und Übereinstimmungen“ gesprochen, die in einer „positiven und konstruktiven Atmosphäre“ diskutiert worden seien. Die deutschen Bischöfe verpflichteten sich, keine neuen Leitungsstrukturen der katholischen Kirche in Deutschland gegen den Willen Roms zu schaffen. Es wurde ein regelmäßiger Austausch zwischen den Vertretern der Deutschen Bischofskonferenz und dem Heiligen Stuhl über die weitere Arbeit des Synodalen Weges und des Synodalen Ausschusses vereinbart mit dem Ziel, „konkrete Formen der Synodalität in der Kirche in Deutschland zu entwickeln, die in Übereinstimmung mit der Ekklesiologie des Zweiten Vatikanischen Konzils, den Vorgaben des Kirchenrechts und den Ergebnissen der Weltsynode stehen“. Beobachter werten es als Erfolg der deutschen Verhandlungsgruppe, dass der Synodale Ausschuss in einem gemeinsamen Dokument der deutschen Bischöfe und des Heiligen Stuhls erwähnt wird; dies sei „grünes Licht“ für die weitere Arbeit im Synodalen Ausschusses.
Am 22. April 2024 stimmte der Ständige Rat der Deutschen Bischofskonferenz, dem die Ortsbischöfe aller 27 Bistümer angehören, der Satzung auf seiner Sitzung am Montag in Würzburg zu. Das Zentralkomitee der deutschen Katholiken (ZdK) hatte die Satzung bereits im November angenommen. Die Bischöfe von Eichstätt, Köln, Passau und Regensburg erklärten daraufhin, sie würden auch weiterhin nicht am Synodalen Ausschuss teilnehmen, sondern zunächst das Ende der Weltbischofssynode abwarten, um danach den Weg zu einer synodaleren Kirche im Einklang mit der Weltkirche zu gehen.
Ein weiteres, ganztägiges Spitzengespräch der Delegation der Deutschen Bischofskonferenz mit den Vertretern der Römischen Kurie über kirchenrechtliche Fragen des künftigen Leitungsgremiums fand am 28. Juni 2024 in Rom statt, über das eine gemeinsame Erklärung herausgegeben wurde. Das Gremium darf demnach nicht über der Bischofskonferenz stehen oder mit dieser gleichrangig sein; zudem besteht der Heilige Stuhl darauf, dass es nicht mehr „Synodaler Rat“ heißen soll. Auf Wunsch des Vatikans soll nun der vorbereitende Ausschuss in Deutschland eng mit den zuständigen Vatikanbehörden zusammenarbeiten, und künftige Entwürfe der deutschen Seite müssen vom Vatikan förmlich geprüft und approbiert werden. Ein nächstes Treffen soll nach der im Oktober tagenden Weltsynode stattfinden, um weitere Themen anthropologischer, ekklesiologischer und liturgischer Natur zu diskutieren. Die Zusammensetzung der deutschen Delegation soll dabei verändert werden. Bei den bisherigen Gesprächen nahmen nur Vertreter der reformorientierten Mehrheit der Deutschen Bischofskonferenz teil.
Bei der zweiten Sitzung des Synodalen Ausschusses, die im Juni 2024 in Mainz stattfand, begann die inhaltliche Diskussion, schwerpunktmäßig zum Thema „Synodalität als Strukturprinzip der Kirche“.

## Reaktionen, Kritik
In Teilen der katholischen Kirche in Lateinamerika werden die Schritte auf dem synodalen Weg mit Interesse verfolgt. Aufmerksamkeit findet und hervorgehoben wird vor allem die Beteiligung, ja Mitverantwortung von Laien und der Umstand, dass deren Vertretern dasselbe Stimmrecht eingeräumt wird wie den Bischöfen.
Begleitend zum Ablauf nahmen auch kritische Stimmen zu. Der Theologe Thomas Schüller, der wiederholt in öffentlichen Stellungnahmen zu den Auseinandersetzungen um den Gesprächsprozess die Reformbemühungen in der Kirche unterstützt hatte, teilte im September 2021 mit, dass er deshalb wie andere Theologen in stark zunehmendem Maß persönlichen Angriffen „bis hin zur Androhung von Gewalt“ ausgesetzt sei.
Das private außerkirchliche Online-Magazin kath.net veröffentlichte mehrfach Kommentare des kath.net-Autors Franz Norbert Otterbeck, in dem dieser wiederholt Nazi-Vergleiche zog; am 28. September 2021 verglich er den Synodalen Weg des „deutschnationalen Kirchentums“ mit einem „Reichsparteitag“, „der nur ‚nach innen‘ fasziniert“, am 21. März 2023 nannte er den vom Synodalen Weg beschlossenen „Synodalen Ausschuss“ durchgehend „S.A.“ und „spielte“ mit Bezügen zur Sturmabteilung („SA“) der NSDAP. Otterbeck ging so weit, von einer „Machtergreifung des S.A. über die deutschen Christen“ zu sprechen, womit er eindeutig eine Parallele zur Zeit des Nationalsozialismus suggerierte. Otterbeck veröffentlicht seit Juli 2022 in dem Online-Magazin eine regelmäßigen Glosse „Otti’s Optik“. Darin rückte er am 20. September 2022 die Theologen Julia Knop, Magnus Striet und Stephan Goertz in die Nähe von bösartigen Tumoren, die (von ihren „Leerstühlen“) entfernt werden müssten; „Bischöfe“ verballhornte er zu „Fischköpfen“, die Bischöfe Stefan Heße, Heiner Wilmer und Franz-Josef Bode sind für ihn „Typen“ auf dem Weg zu einer „Singlebörse“. Die Synodalpräsidentin Irme Stetter-Karp verhöhnt er, indem er sie durchgängig „Stotter-Karg“ nennt („so karg man nur stottern kann“).
In einem Exklusiv-Interview mit der Zeitschrift Die Tagespost verglich Kardinal Kurt Koch, der Präsident des römischen Dikasteriums zur Förderung der Einheit der Christen, die theologischen Methoden des Synodalen Weges mit denen der Deutschen Christen, die in den 1930er-Jahren den Protestantismus in Deutschland an die Ideologie des Nationalsozialismus angleichen wollten; Koch sagte: „Es irritiert mich, dass neben den Offenbarungsquellen von Schrift und Tradition noch neue Quellen angenommen werden; und es erschreckt mich, dass dies – wieder – in Deutschland geschieht. Denn diese Erscheinung hat es bereits während der nationalsozialistischen Diktatur gegeben, als die so genannten „Deutschen Christen“ Gottes neue Offenbarung in Blut und Boden und im Aufstieg Hitlers gesehen haben“; der Interviewer Martin Lohmann hatte vorher von der „Versuchung“ der katholischen Kirche in Deutschland gesprochen, sich zu einer „deutschen Kirche“ zu entwickeln. Das Interview wurde am 29. September 2022, dem letzten Tag der Herbstvollversammlung der deutschen Bischofskonferenz, veröffentlicht. Der Vorsitzende der Bischofskonferenz, Bischof Georg Bätzing, kritisierte die Aussage Kochs als „völlig inakzeptable Entgleisung“, auf die die Vollversammlung mit Entsetzen reagiert habe, und forderte eine umgehende Entschuldigung des Kardinals.
Der ehemalige Präsident des Päpstlichen Rates zur Förderung der Einheit der Christen, Kardinal Walter Kasper, kritisierte wiederholt öffentlich Vorgänge beim Synodalen Weg. Im Juni 2022 sagte er bei einem Vortrag, dass Reformen in der Kirche zwar nötig seien, doch dürfe die Kirche dabei nicht „zu einer Verfügungsmasse“ werden, „die man situationskonform jeweils neu kneten und gestalten“ könne. Manche der bisherigen Aussagen aus dem Reformdialog seien nicht mit dem Evangelium vereinbar, und Versuche, das Bischofsamt als „Grundpfeiler der alten Kirche“ zu verändern, seien gefährlich: Wenn Bischöfe sich in einem Akt der Selbstverpflichtung Entscheidungen der Synode oder eines Synodalrats unterordneten, käme das einem kollektiven Rücktritt der Bischöfe gleich. Im Interview mit der Zeitschrift Communio sagte er im Oktober 2022, die katholische Kirche könne nur Zukunft haben, wenn sie „in schöpferischer Treue und in synodaler Weggemeinschaft, im gemeinsamen Hören auf Gottes Wort und im Hören aufeinander“ auf dem vom Zweiten Vatikanischen Konzil eingeschlagenen Weg weitergehe; dies sei dem Synodalen Weg jedoch misslungen. Kasper hoffe stattdessen auf den von Papst Franziskus angestoßenen weltweiten synodalen Prozess. In einem offenen Brief weist die Initiative Konzil von unten im Bistum Rottenburg-Stuttgart die „pauschal abwertenden Äußerungen“ von Kasper zurück, die fragt, „wie es sein kann, dass Sie sich angesichts der beeindruckenden theologischen Sorgfalt, mit der sämtliche Beschlüsse vorbereitet wurden […], ein solches Urteil erlauben und damit der Mehrheit der deutschen Bischöfe einen Bruch mit der Tradition der katholischen Kirche unterstellen können“.

### Stellungnahmen der Kirchenleitung
Papst Franziskus äußerte sich in einem Gespräch mit den Redakteuren der in verschiedenen Sprachen erscheinenden Kulturzeitschriften der Jesuiten, das La Civiltà Cattolica am 18. Juni 2022 veröffentlichte, kritisch zum Synodalen Weg:

„Dem Vorsitzenden der Deutschen Bischofskonferenz, Msgr. Bätzing, sagte ich: ‚Es gibt eine sehr gute evangelische Kirche in Deutschland. Wir brauchen nicht zwei davon.‘ Das Problem entsteht, wenn der synodale Weg von intellektuellen, theologischen Eliten ausgeht und stark von äußeren Druckausübungen beeinflusst wird.“

Am 21. Juli 2022 veröffentlichte das Presseamt des Heiligen Stuhls eine nicht namentlich unterzeichnete Erklärung, in der es hieß: „Der ‚Synodale Weg‘ in Deutschland ist nicht befugt, die Bischöfe und die Gläubigen zur Annahme neuer Formen der Leitung und neuer Ausrichtungen der Lehre und der Moral zu verpflichten. Es wäre nicht zulässig, in den Diözesen vor einer auf Ebene der Universalkirche abgestimmten Übereinkunft neue amtliche Strukturen oder Lehren einzuführen, welche eine Verletzung der kirchlichen Gemeinschaft und eine Bedrohung der Einheit der Kirche darstellen würden.“ Es sei allerdings wünschenswert, dass „die Vorschläge des Weges der Teilkirchen in Deutschland in den synodalen Prozess, auf dem die Universalkirche unterwegs ist, einfließen mögen, um zur gegenseitigen Bereicherung beizutragen und ein Zeugnis der Einheit zu geben“. Die Präsidenten des Synodalen Weges, Irme Stetter-Karp und Bischof Georg Bätzing, reagierten umgehend „irritiert“ auf das Schreiben und erklärten: „Wir werden nicht müde zu betonen, dass die Kirche in Deutschland keinen ‚deutschen Sonderweg‘ gehen wird. Dennoch sehen wir es als unsere Pflicht an, klar zu benennen, wo aus unserer Sicht Änderungen notwendig sind. Dabei spüren wir bereits jetzt, dass die von uns benannten Probleme und Fragen weltweit ähnlich sind.“ Mit Verwunderung nähmen sie zur Kenntnis, dass die Art der heutigen Kommunikation seitens des Heiligen Stuhls von keinem guten Stil innerhalb der Kirche zeuge, wenn nicht namentlich gezeichnete Erklärungen veröffentlicht würden. Die Leitung des Synodalen Wegs habe sich von Anfang an um direkte Wege der Kommunikation mit den römischen Stellen bemüht, doch sei das Präsidium bisher nicht zu einem Gespräch eingeladen worden. In einem Pressegespräch stellte Papst Franziskus am 30. Juli 2022 klar, dass der Text vom Staatssekretariat des Heiligen Stuhls verfasst worden sei. Dies nicht mitzuteilen, sei ein Kommunikationsfehler gewesen, der aus Versehen und nicht aus böser Absicht geschehen sei. Seine eigene Botschaft zum „sogenannten Synodalen Weg“ habe er in seinem Brief „an das pilgernde Volk Gottes in Deutschland“ vom 29. Juni 2019 zum Ausdruck gebracht und dabei alles, was er habe sagen wollen, mitgeteilt.
Papst Franziskus kommentierte den Reformweg im November 2022 ablehnend mit „Deutschland hat bereits eine große evangelische Kirche, ich möchte keine weitere.“ Beim turnusmäßigen Ad-limina-Besuch der deutschen Bischöfe im Vatikan im selben Monat erklärten die Kurienkardinäle Luis Ladaria, Präfekt des Dikasteriums für die Glaubenslehre, und Marc Ouellet, Präfekt des Dikasteriums für die Bischöfe, konkret ihre Zweifel an den Reformbemühungen der katholischen Kirche in Deutschland. Ladaria kritisierte dabei das Kirchenbild der Texte, die beim Synodalen Weg beraten werden, da darin die Kirche auf eine bloße Machtinstitution reduziert oder sie von vornherein als „eine strukturell Missbrauch hervorbringende Organisation“ betrachtet werde, die „so schnell wie möglich unter die Kontrolle von Oberaufsehern gebracht werden“ müsse. Ouellet unterstellte, dass die Missbrauchsfälle „ausgenutzt wurden, um andere Ideen durchzusetzen, die nicht unmittelbar damit zusammenhängen“. Der stellvertretende Präsident des Synodalen Weges, Thomas Söding, wies die Kritik zurück. Er wies darauf hin, dass es sich bei den Taten um viel zu viele Einzelfälle handele, als dass man nicht auch die Systemfrage stellen müsse; der Synodale Weg verstehe sich als eine Möglichkeit von vielen, Fragen etwa zur katholischen Sexualmoral oder der Verteilung von Macht in der Kirche neu zu erörtern; die Kirche in Deutschland lasse sich auf einen weltweiten Dialog ein, „in dem sie nicht Recht haben, sondern mit allen der Gerechtigkeit Gottes dienen will“.
Papst Franziskus schrieb am 10. November 2023 an vier Frauen, die als Delegierte des Synodalen Weges zurückgetreten waren (Hanna-Barbara Gerl-Falkovitz, Marianne Schlosser, Dorothea Schmidt und Katharina Westerhorstmann), der Synodale Ausschuss, der sich in Fortsetzung des Synodalen Weges am selben Tag konstituierte, sei „mit der sakramentalen Struktur der katholischen Kirche nicht in Einklang zu bringen“.

### Stellung der Bischöfe
Kardinal Mario Grech zeigte vor dem Kontinentaltreffen der Weltsynode in Prag die Grenzen aller Diskussionen auf. Er erklärte: „Es gibt keine Synode ohne Bischof, denn die Bischöfe sind nicht von der Kirche, sondern vom Herrn beauftragt worden, ihre Herde zu leiten und zu hüten.“ Und es seien die Bischöfe, die in Gemeinschaft mit dem Papst die richtigen Entscheidungen für die Kirche treffen könnten.

### Alternativer Synodaler Weg
Im September 2021, im Vorfeld der Zweiten Synodalvollversammlung, veröffentlichte der Regensburger Bischof Rudolf Voderholzer gemeinsam mit einer Gruppe von Mitgliedern der Synodalversammlung eine Internetseite mit Alternativtexten, Kommentaren und vatikanischen Stellungnahmen zu den Themen und Foren des Synodalen Weges mit dem Titel „Synodale Beiträge“. Die Mitarbeiter an der Seite kritisieren die Diskussionskultur in den Synodalforen und wollen einen Beitrag dazu leisten, dass der Synodale Weg in Einheit mit der Gesamtkirche zu einem guten Ziel kommen kann.

### Offene Briefe von Bischöfen
- Am 22. Februar 2022 veröffentlichte Erzbischof Stanisław Gądecki, der Vorsitzende der Polnischen Bischofskonferenz, in mehreren Sprachen einen Offenen Brief an die Deutsche Bischofskonferenz, in dem er den Synodalen Weg „mit Sorge“ kommentierte. Er kritisierte die Positionen zur Abschaffung des Pflichtzölibats, zum Priestertum der Frauen, zur Kommunion für wiederverheiratete Geschiedene und die Segnung von gleichgeschlechtlichen Partnerschaften als „Wiederholung abgedroschener Slogans und Standardforderungen“, ging aber nicht auf das Thema des sexuellen Missbrauchs ein. Gądecki warnte die Kirche in Deutschland davor, „die Lehre Jesu ständig mit den aktuellen Entwicklungen in der Psychologie und den Sozialwissenschaften zu konfrontieren“, da Wissenschaft in ständiger Entwicklung sei und auch Fehler mache; die Kirche müsse sich „auf die Offenbarung und die soliden Errungenschaften der Wissenschaft stützen“.[158] Er berief sich auf die Äußerungen der Päpste Paul VI. und Johannes Paul II., Franziskus und weitere kirchliche Lehrentscheidungen.[159] Nach einem Gespräch Gądeckis mit Papst Franziskus am 28. März 2022 teilte die Polnische Bischofskonferenz mit, der Papst habe sich gegenüber Erzbischof Stanislaw Gądecki vom Synodalen Weg in Deutschland distanziert. Dies wurde jedoch vom Heiligen Stuhl nicht bestätigt; der Inhalt des Gesprächs sei vertraulich.[160]
In seiner Antwort auf das Schreiben[161] wies Bischof Georg Bätzing für die Deutsche Bischofskonferenz darauf hin, dass die Kirche in Deutschland den Weg der Umkehr und der Erneuerung nicht leichtfertig und schon gar nicht außerhalb der Weltkirche gehe; für den Synodalen Weg sei sehr wohl „die Heilige Schrift die höchste Richtschnur“, aber daneben seien „auch die lebendige Tradition, die vom Zweiten Vatikanischen Konzil betonten Zeichen der Zeit, der Glaubenssinn der Gläubigen, das Lehramt und die Theologie in wechselseitiger Verbundenheit grundlegend.“[162]

- Ähnlich wie die Polnische argumentierte die Nordische Bischofskonferenz in einem Schreiben an die deutschen Bischöfe vom 10. März 2022, mit dem sie ihre Besorgnis über Richtung, Methodik und Inhalt des Synodalen Wegs zum Ausdruck brachte. Bei der Suche nach Antworten auf Fragen zur Lebensform der Priester, zur Stellung der Frau und in Sachen Sexualität müsse vor jenen Themen Halt gemacht werden, „die unveränderliche Teile der Lehre der Kirche beinhalten“. Die Kirche dürfe nicht durch Prozessdenken und strukturellen Umbau zu einem Projekt oder Objekt menschlichen Handelns gemacht werden.[163]
Am 28. März 2022 antwortete Bischof Georg Bätzing, der Synodale Weg handle „in guter kirchlicher Tradition und in enger Anbindung an die Aussagen des Zweiten Vatikanischen Konzils“ und sei auf der „synodalen Suche nach lebensspendendem Potenzial im Leben und Wirken der Kirche heute“, ohne dabei das durch die Kirche vermittelte Depositum fidei anzuzweifeln; nach den Zeichen der Zeit zu fragen habe nichts damit zu tun, dem Zeitgeist nachzugehen. Ein einfaches „Weiter so“ würde die Kirche zerstören.[163]

- 70 Bischöfe, überwiegend aus den USA und aus afrikanischen Ländern, unterschrieben einen am 11. April 2022 veröffentlichten „brüderlichen Brief an unsere Mitbrüder im Bischofsamt in Deutschland“ zur „Situation in Deutschland“.[164]  Erstunterzeichner waren die Kardinäle Francis Arinze, Raymond Leo Burke, Wilfrid Fox Napier und George Pell, unter den Unterzeichnern finden sich die Wortführer der Traditionalisten in der Bischofskonferenz der Vereinigten Staaten.[165] In dem Brief wird von „wachsende[r] Sorge über den Charakter des gesamten Synodalen Weges und den Inhalt der synodalen Dokumente“ gesprochen; der Synodale Weg habe bereits Verwirrung gestiftet, und es drohe unweigerlich ein „Schisma im Leben der Kirche“. In sieben Punkten kritisieren die Unterzeichner Arbeitsweise und Beschlussvorlagen des Synodalen Wegs; er untergrabe die kirchliche Autorität und ihre Glaubwürdigkeit der kirchlichen Leitung einschließlich der des Papstes, die christliche Anthropologie und Sexualmoral sowie das Vertrauen in die Heilige Schrift. Die Texte des Synodalen Wegs seien „größtenteils nicht vom Wort Gottes und der Tradition“ geprägt, sondern „von soziologischen Analysen und zeitgenössischen politischen Ideologien, einschließlich der Genderideologie“ auf der Grundlage eines falschen Freiheitsverständnisses. Auf den Anlass des Synodalen Wegs, Konsequenzen aus der Aufdeckung von sexuellem und geistlichem Missbrauch in der Kirche zu ziehen und dessen  systemischen Ursachen zu begegnen, gingen die Bischöfe nicht ein.[166]
Bischof Georg Bätzing wies am 14. April 2022 in seinem Antwortschreiben[167] an den Absender des Briefes, Erzbischof Samuel Joseph Aquila (Erzbistum Denver, USA), die Kritik deutlich zurück; der Brief enthalte unbelegte Unterstellungen und missachte das Grundanliegen des deutschen Reformprozesses. Bei der Aufarbeitung sexuellen Missbrauchs müsse offen über Macht und Machtmissbrauch in der Kirche gesprochen werden, denn „euphemistische Verbrämungen“, wie sie in dem Schreiben versucht würden, könnten nicht weiterhelfen. Im Synodalen Weg versuche man, sich „den systemischen Ursachen des Missbrauchs und seiner Vertuschung“ zu stellen und so „eine glaubwürdige Verkündigung der Frohen Botschaft“ neu zu ermöglichen; dieser wichtige Zusammenhang werde leider in dem Schreiben überhaupt nicht erwähnt.[168]
Magnus Striet, Fundamentaltheologe in Freiburg, warf den Autoren vor, sich nicht damit beschäftigt zu haben, „was seit dem 18. Jahrhundert unter dem Begriff ‚Autonomie‘ verhandelt“ werde. Die Unterzeichneten beanspruchten ein „Wahrheitsentscheidungsmonopol, darüber […], was […] eine authentische von einer nicht-authentischen Freiheit“ unterscheide. Sie leisteten mit ihrem Schreiben „den Offenbarungseid, dass sie die hochkomplexe, von Umbrüchen und Transformationen des überkommenen Glaubens gekennzeichnete Geschichte des Christentums, das es immer nur im Plural gegeben hat, nicht kennen beziehungsweise sich durch die von ihnen konstruierte Singularkonstruktion nur jeder Diskussion entziehen wollen.“ Darum nehme er „die ‚Antwort‘ der Kardinäle und Bischöfe [intellektuell] nicht allzu ernst.“[169]

In einem Interview mit dem Domradio, dem Radiosender des Erzbistums Köln, analysierte der britische Vatikanexperte Christopher Lamb den Brief und wies darauf hin, dass die katholische Kirche in Deutschland fundamentale Fragen stelle, die nicht länger ignoriert werden könnten: die grundsätzlichen Fragen der Machtverteilung in der Kirche, Fragen von Sexualität, Missbrauch, der Rolle der Frauen seien Fragen, die auch im weltweiten von Papst Franziskus ausgerufenen Synodalprozess unausweichlich seien. Dies führe bei einigen Bischöfen zu Nervosität und zu Angst. Dieser Brief zeige, wie auch die Briefe der Polnischen und Nordischen Bischofskonferenzen, eine Verunsicherung, dass Deutschland hier eventuell etwas losgetreten habe, das nicht mehr eingefangen werden könne. Die wirkliche Gefahr eines Schismas komme nicht aus Deutschland, sondern aus den Ecken der Kirche, die sich weigern, sich auf Reformen einzulassen. Die vielen großen Herausforderungen und Kontroversen in der Kirche könne man nicht ignorieren. „Einfach den Mund halten ist gefährlicher, als zu diskutieren.“
Der Generalsekretär der Bischofssynode, Kardinal Mario Grech, kritisierte in einem vom Verlag Herder im August 2022 veröffentlichten Interview die Kritik anderer Bischöfe am Synodalen Weg der Deutschen in Form offener Briefe als „öffentliche Denunziation“, die nicht helfe, sondern zusätzlich polarisiere. Grech sagte, die Kommunikation zu dem Reformprojekt hätte vielleicht besser sein können, aber er vertraue den deutschen Bischöfen, „dass sie wissen, was sie tun“.

## Ähnliche Diskussionsprozesse und Beschlüsse in anderen europäischen Ländern
In der Vorbereitung der Weltsynode erfolgten 2022 ähnliche Voten zur Zulassung der Frauenordination, zur Zulassung verheirateter Priester und zur Reform der Sexualethik im Weltkatechismus 2022 in den Niederlanden, in Belgien, in Luxemburg, in Frankreich, in Italien, in der Schweiz und im Erzbistum Barcelona.